# توماس بوب
توماس بوب (بالإنجليزية: Thomas Bopp)‏ (مواليد 15 أكتوبر 1949 في دنفر، كولورادو–  6 يناير 2018) هو عالم فلك من الولايات المتحدة الأمريكية. اشتهر باكتشافه لمذنب هيل-بوب برفقة زميله ألان هيل سنة 1995 في صحراء أريزونا.

## التعليم
تعلم في جامعة يونغستن.